# Zélia Gattai
Zélia Gattai Amado (San Paolo, 2 luglio 1916 – Salvador, 17 maggio 2008) è stata una scrittrice e fotografa brasiliana.

## Biografia
Figlia di Angelina ed Ernesto Gattai, emigranti italiani di origini toscane e venete, era l'ultima di cinque figli. Nacque e visse per tutta l'infanzia nella Alameda Santos, n. 8, nel quartiere Paradiso di San Paolo.
Zélia fin da piccola partecipava con la famiglia al movimento politico-operaio anarchico che si espanse tra gli emigranti italiani, spagnoli, portoghesi all'inizio del XX secolo. A vent'anni si sposò e da questo matrimonio nel 1942 nacque un figlio, Luis Carlos. Lettrice entusiasta di Jorge Amado, dei cui libri venne in contatto  attraverso l'anarchico italiano Oreste Ristori, Zélia lo conobbe personalmente nel 1945, quando lavorarono insieme nel movimento per l'amnistia dei prigionieri politici, tra i quali c'era Luís Carlos Prestes. Già separata dal primo marito, ebbe inizio con Jorge Amado una delle più belle storie d'amore di tutti i tempi che durò ben 56 anni, fino alla morte di lui. 
Zélia lavorava sempre accanto a Jorge, trascrivendo a macchina i suoi scritti originali e aiutandolo nel processo di costruzione dei personaggi e di revisione testi. Nel 1946, con l'elezione di Jorge Amado alla Camera federale come deputato, la coppia traslocò a Rio de Janeiro dove nacque il figlio João Jorge, nel 1947. L'anno dopo, quando il Partito comunista fu dichiarato illegale, Jorge Amado perse il mandato e la famiglia fu costretta all'esilio. Vissero a Parigi per 3 anni, periodo in cui Zélia frequentò i corsi di Civiltà Francese, Fonetica e Lingua Francese alla Sorbona.
Dal 1950 al 1952, la famiglia visse in Cecoslovacchia, dove nacque la figlia Paloma. Fu in quel periodo di esilio che Zélia iniziò a dedicarsi alla fotografia, diventando responsabile per la registrazione, in immagini, di ogni momento importante della vita dello scrittore di Bahia. Nel 1963 i due si trasferirono nella casa di Rio Vermelhi, a Salvador da Bahia, dove Zelia allestì un atelier, avendo lanciato la fotobiografia di Jorge Amado intitolata Reportagem, che rimase tuttavia incompleta.
A 63 anni iniziò a scrivere le sue memorie. Il suo primo libro Anarchici, grazie a Dio a venti anni dalla sua prima edizione, contava ben duecentomila copie vendute in Brasile. La sua opera letteraria è composta da 11 libri di memorie, 3 libri per bambini, una fotobiografia, un romanzo, testi di introduzione, e articoli che scriveva su vari giornali, ancor prima di pubblicare opere. Alcuni suoi libri sono stati tradotti in francese, italiano, spagnolo, tedesco e russo.
Paulista di nascita, Zélia ricevette nel 1984 il titolo di cittadina di Salvador. In Francia fu invece dichiarata cittadina onoraria del comune di Mirabeau (1985) ed ebbe la commenda di Arti e Lettere del governo (1998).
Fu insignita degli ordini di Merito di Bahia (1994) e dell'Infante Dom Henrique (Portogallo, 1986). La prefettura di Taperoá, nello Stato di Bahia, la omaggió dando il nome della scrittrice alla sua Fondazione di Cultura e turismo nel 2001. Durante quell'anno, in particolare il 6 agosto 2001, morì Jorge Amado, suo "compagno, maestro e marito" per 56 anni. 
Nel 2002 venne eletta all'Accademia Brasiliana di Lettere (ABL) al seggio n. 23, prima occupato da Jorge Amado. Nello stesso anno, fu eletta all'unanimità all'Accademia di Lettere dello stato Bahia (ALB) e all'Accademia Ilheense di Lettere. 
Al lancio del suo primo libro Anarchici, grazie a Dio Zélia Gattai ottenne il premio Paulista di Rivelazione letteraria, nel 1979. Nell'anno seguente, ebbe il premio dall'Associazione della Stampa, il premio McKeen e il trofeo Dante Alighieri. La Segreteria di Educazione dello stato di Bahia le concesse la Medaglia Castro Alves nel 1987. Nel 1988 fu premiata con il trofeo Avon per il libro Jardim de inverno (Giardino d'inverno). Il libro di memorie Chão de meninos ricevette il premio Alejandro José Cabassa dall'Unione brasiliana degli scrittori-UBE nel 1994.
Al lancio del libro Jorge Amado: um baiano romântico e sensual nel 2002, opera-testimonianza scritta insieme ai figli  Paloma Jorge Amado e João Jorge Amado, in una libreria di Salvador, intervennero personalità note della città di Salvador come Antonio Carlos Magalhães, James Amado, Solange Bernabò, figlia dell'artista plastico Caribé,  Miguel Arcanjo Prado Bruna Lima,l'artista plastico Calasans Neto e sua moglie Auta Rosa,  Antonio Imbassahy ecc.
Nel 2007 ricevette il "Gonfalone d'Argento" dalla città di Firenze. Nel 2008 venne insignita dal presidente della Repubblica d'Italia Giorgio Napolitano, del titolo di "Grande Ufficiale della Stella della Solidarietà Italiana" che le fu consegnato dall'Ambasciatore dell'Italia in Brasile S.E. Michele Valensise, durante una cerimonia ufficiale, alla presenza di diverse Tv e giornalisti, e nella quale venne  applaudita dai figli Paloma e João Jorge, Dora Lopes, i suoi nipoti, bisnipoti, i tanti amici sparsi nel mondo. Tra le presenze illustri di quell'evento ricordiamo lo storico prof. Luis Henrique Dias Tavares con la moglie Laurita Pontes Tavares, il prof. Edivaldo M. Boaventura con la moglie Solange do Rego Boaventura, Luiza Ramos e James Amado, Elizabeth Ramos, il giornalista Duda Tawil e Antonella Rita Roscilli, biografa italiana di Zélia Gattai.

Si spense il 17 maggio 2008, ultranovantenne. 

## Principali riconoscimenti
- 2006 - "Laurea Honoris Causa" concessa dall'Università Federale dello stato del Tocantins
- 2007 _ il "Gonfalone d'Argento" della città di Firenz
- gennaio 2008 - il Presidente della Repubblica italiana Giorgio Napolitano la insignì del massimo grado di "Grande Ufficiale della Stella della Solidarietà italiana". Le fu consegnato direttamente nella sua casa di Salvador dall'Ambasciatore dell'Italia in Brasile, S.E. Michele Valensise.

## Opere
- Anarquistas Graças a Deus, 1979 (memorie)
- Um Chapéu Para Viagem, 1982 (memorie)
- Pássaros Noturnos do Abaeté, 1983
- Senhora Dona do Baile, 1984 (memorie)
- Reportagem Incompleta], 1987 (memorie)
- Jardim de Inverno, 1988 (memorie)
- Pipistrelo das Mil Cores, 1989 (letteratura infantile)
- O Segredo da Rua 18, 1991 (leteratura infantile)
- Chão de Meninos, 1992 (memorie)
- Crônica de uma Namorada, 1995 (romanzo)
- A Casa do Rio Vermelho, 1999 (memorie)
- Cittá di Roma, 2000 (memorie)
- Jonas e a Sereia, 2000 (letteratura infantile)
- Códigos de Família, 2001
- Um Baiano Romântico e Sensual, 2002
- Memorial do amor, 2004
- Vacina de sapo e outras lembranças, 2006